# 李敬光
李費蒙（1925年4月25日—1997年11月29日），本名李敬光，字費蒙，笔名牛哥，是台灣的漫畫家及小說家。出生於香港九龍蒲崗村，廣東番禺人。

## 生平

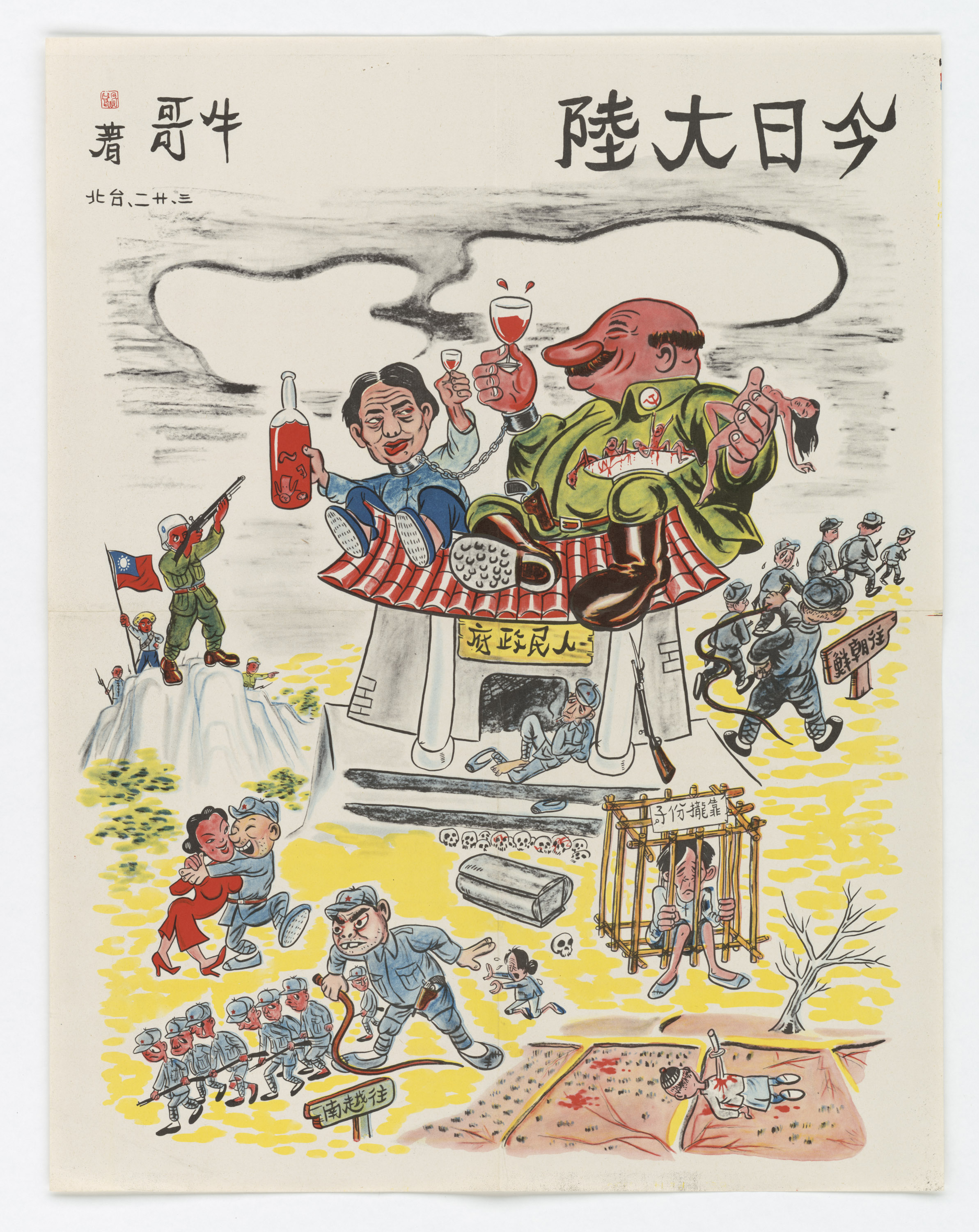
牛哥漫畫《今日大陸》

牛哥擅長寫小說與畫漫畫，因出生於牛年，故取筆名為牛哥。牛哥年輕時曾為抗日當過情報員而被日本憲兵逮捕，這項際遇使得他日後在寫小說時有所幫助。牛哥的作品記錄了1950年代至1960年代的台灣社會，反映了當時的生活情況。牛哥著名的漫畫作品有《牛伯伯》、《牛小妹》，小說則有《職業兇手》、《賭國仇城》等；《賭國仇城》曾多次被改編搬上大銀幕，堪稱他最出名的代表作。
牛哥在1949年結婚來台灣，但1955年結束了第一次婚姻。1956年7月，牛哥與攝影師徐凱倫涉及英屬香港女演員鍾情在台灣拍攝電影《關山行》期間「失蹤事件」；1956年9月6日，法院一審判決，牛哥與徐凱倫各以妨害自由罪判處有期徒刑十個月。牛哥出獄後，自中國農村復興聯合委員會離職。鍾情事件後，中國國民黨台北市黨部去函要求各報不要刊登牛哥的漫畫及小說，使牛哥作品一度遭各報封殺。1958年，牛哥與中華民國空軍退役中將馮庸女兒馮娜妮結婚，故馮娜妮被稱為牛嫂。1962年，牛哥開始收徒弟教漫畫，但並不收取學費，加入門下的徒弟包括趙寧、林文義、洪義男、林晉、小董、劉作泥、蔡東照、林世俊等人。
1982年，以牛哥夫婦為首的「全國漫畫家聯誼會」不滿盜版日本漫畫盛行，以「日本漫畫為色情漫畫」為由發起「漫畫清潔運動」，以抗議漫畫審查制度對於台灣漫畫家創作的打壓（盜版日本漫畫的審查明顯較寬鬆）。1982年10月，《聯合報》邀請牛哥夫婦與漫畫家劉興欽，與國立編譯館編審江治華對談；面對牛哥夫婦與劉興欽，江治華「招架不住，冷氣房裡直冒汗，頻頻掏煙敬牛哥，又殷勤地點火」，姿態放得極低。牛哥與政府機關、出版社開始了長達四年的訴訟，四年內牛哥停止所有創作，但最終於1985年獲得了勝訴。
1966年，牛哥開始負責《大華晚報》漫畫版的編輯工作；直到1987年漫畫版停刊，他才放下這個編務工作。此漫畫版經營了二十年，對於台灣的漫畫發展具有貢獻。
1980年，臺灣電視公司將牛哥筆下漫畫人物搬上電視的綜藝節目《牛伯伯俱樂部》不敵外界批評聲浪，播出五集以後正式停播，是台視僅次於1979年《百戰百勝》（播出三集以後停播）的第二個短命綜藝節目。《牛伯伯俱樂部》是臺灣電視史上第一個將紙上人物搬上電視的節目，原始構想並非來自牛哥，但後來因權益問題而由牛哥掛名製作人並且深入參與；牛哥給自己筆下漫畫人物設計造型、道具與服裝，但因沒有製作電視節目的經驗，而且太著重於美工的表現，始終給人「用心用錯地方」的感覺，效果並不好。《牛伯伯俱樂部》由牛哥與陳君天掛名製作人，原定主持人是康弘；主持人的造型正如牛哥漫畫主角，康弘拒演，實際執行的陳君天找到台視歌星林在培接替。
1997年，牛哥逝世。
1998年，馮娜妮在作家柏楊、律師李永然等好友鼓勵下成立牛哥漫畫文教基金會，延續牛哥推廣本土漫畫志業，為台海兩岸文化交流貢獻心力。2007年，牛哥漫畫文教基金會與臺灣商務印書館簽約出版《牛哥全集》，內容包括牛哥小說及漫畫。2009年11月11日，馮娜妮因胰臟病發逝世。2010年1月27日，牛哥漫畫文教基金會宣布解散。

## 作品一覽

### 漫畫
- 《牛伯伯》
- 《牛小妹》
- 《牛伯伯打游擊》
- 《牛老二日記》
- 《牛小妹打游擊》
- 《老油條畫傳》
- 《楊經邦畫傳》
- 《四眼田雞》
- 《狂想曲》
- 《牛大姊》

### 小說
1997年由探索文化出版
- 《賭國仇城》1954年長篇小說
- 《職業兇手》
- 《魔鬼新娘》
- 《左輪泰》
- 《迷魂香》
- 《108酒鬼仙》
- 《情報販子》
- 《亡魂記》
- 《擒兇記》（又名萬里擒兇）
- 《功夫新娘》
- 《恐怖美人》
- 《箱屍案》

【駱駝系列】
- 《情報販子》
- 《情報掮客》
- 《駱駝奇案》
- 《鬥駱駝》
- 《再鬥駱駝》

### 動畫
- 1984年台視楊麗花歌仔戲《風流才子唐伯虎》片頭動畫

## 外部連結
- 牛哥數位漫畫博物館 （页面存档备份，存于）
- 【牛哥作品集】（好讀網站） （页面存档备份，存于）